# ویلیام تمپل هورنادی
ویلیام تمپل هورنادی (انگلیسی: William Temple Hornaday؛ ۱ دسامبر ۱۸۵۴ – ۶ مارس ۱۹۳۷) یک سیاح، و جانورشناس اهل ایالات متحده آمریکا بود. باغ‌وحش برانکس در سال ۱۸۹۹ میلادی با مدیریت او افتتاح گردید.